# Log
Log (též žurnál) je v informatice obecné označení pro záznam nějaké činnosti nebo pro soubor se záznamy (často s příponou .log), které některé programy vytvářejí pro záznam informací o své činnosti a běhu (typicky démon nebo služba). Logy slouží při zpětné analýze k rozpoznání, zda došlo k nějaké chybě, a pakliže ano, pak pomáhají určit, k jaké chybě došlo a proč. Mohou také obsahovat informace o tom, jak a kým byla daná aplikace či služba využívána (například z jaké IP adresy bylo přistupováno k webovému serveru).

## Charakteristika
Některé programy umožňují logování vypnout, zapnout nebo nastavit jeho úroveň, tzn. určit, kolik a jak detailních informací se do logů má ukládat. Operační systémy odvozené od Unixu umožňují sledovat log v reálném čase příkazem tail, u jiných je mnohdy zapotřebí použít software třetích stran.
Log je typicky obyčejný textový soubor. V systémech, kde je zvykem odlišovat typy souborů příponou, se typicky používá přípona .log.
Velké množství operačních systémů, frameworků a programů využívá logovacích systémů. Hojně používaným logovacím standardem je syslog, který byl definován Internet Engineering Task Force (IETF) RFC 5424. Standard syslog umožňuje účelný standardizovaný podsystém vytvářet, filtrovat, ukládat a analyzovat logové zprávy. To pak ulehčuje softwarovým vývojářům práci tím, že nemusí navrhnout a vytvořit vlastní jednoúčelový logovací systém.

## Logy událostí
Logy událostí zaznamenávají jednotlivé události odehrávající se v systému, aby zapsaly posloupnost činností (auditní stopu), ze které bylo možné pochopit aktuální chování systému a diagnostikovat problém. Tyto logy jsou velmi důležité pro pochopení toho, co se děje ve složitých systémech. Především pak v takových, kde je velmi malá interakce mezi uživatelem a systémem (například serverové aplikace).
Může být také užitečné zkombinovat log z několika různých zdrojů. Tento přístup v kombinaci se statistickou analýzou může objevit vzájemné vztahy mezi rozdílnými událostmi na různých serverech. Dalším řešením je pak použít dotazování a hlášení po celé síti.

### Logy transakcí
Většina databázových systémů udržuje nějaký druh transakčních logů. Ty nejsou primárně určeny k vytváření posloupností činností pro další analýzu a také nejsou určeny k tomu, aby je četl člověk. Tyto logy zaznamenávají změny v uložených datech tak, aby se mohly databáze obnovit po pádu systému nebo chybě v datech a také slouží k údržbě uložených dat v neměnném stavu. Proto mají databázové systémy obvykle oba druhy logů: obecné logy událostí a logy transakcí.

## Logy zpráv
Internet Relay Chat (IRC), instant messaging (IM) programy, sdílení souborů peer-to-peer s možnostmi chatu a hry pro více hráčů (především hry typu MMORPG) používají běžně automatické logovací systémy k zaznamenání textové komunikace mezi jednotlivými uživateli. To zahrnuje jak veřejné zprávy (IRC channel/IM conference/MMO public/party chat), tak i soukromé zprávy.
Logy zpráv jsou ve většině případů ve formě čistého textu, ale IM a VoIP klienti (kteří podporují i textový chat, např. Skype) je někdy ukládají ve formátu HTML nebo ve vlastním definovaném formátu k usnadnění čtení a šifrování.

### Internet Relay Chat (IRC)
V případě softwaru typu IRC logy zpráv často obsahují zprávy typu systém/server a vstupy zahrnující daný kanál a změny u uživatelů (změna tématu, uživatel se připojil/odpojil/byl vyhozen/dostal ban/změnil svoji přezdívku/ změnil svůj status atd.). Tím se stávají spíše kombinací logu zpráv i logu událostí pro daný kanál, ale takovýto log pak není porovnatelný s opravdovým IRC serverovým logem událostí, protože zaznamenává pouze události viditelné pro uživatele během doby, kdy je uživatel připojen do tohoto kanálu.

### Instant messaging (IM)
Instant messaging a VoIP klienti často nabízejí možnost ukládat logy v zašifrované podobě ke zvýšení soukromí uživatele. Tyto logy pak vyžadují heslo k dešifrovaní a prohlédnutí. O to se pak často starají konkrétní psací aplikace uživatele.

## Management logů
Monitorování systémových zpráv a logů může být užitečné pro včasné zachycení počítačového útoku, kontrolu subdodavatelů, ladění firewallu a mnoha dalších důvodů. Je pro to k dispozici řada nástrojů, open source i komerčních:
- Elastic Stack / ELK (Elasticsearch, Logstash, Kibana)
- Graylog
- Splunk
- syslog – open source nástroj dostupný v příkazové řádce na různých linuxových distribucích

Mezi základní úkony, které jsou součástí správy logů, patří kromě jejich archivace také jejich rotace.